# Vasile Milea
Vasile Milea (Lerești, 1 de enero de 1927-Bucarest, 22 de diciembre de 1989) fue un político y general rumano, que se desempeñó como ministro de Defensa durante el régimen de Nicolae Ceaușescu, mientras se sucedían los hechos de la Revolución rumana de 1989 y que se encontraba a cargo de la represión que causó el fallecimiento de 162 personas.

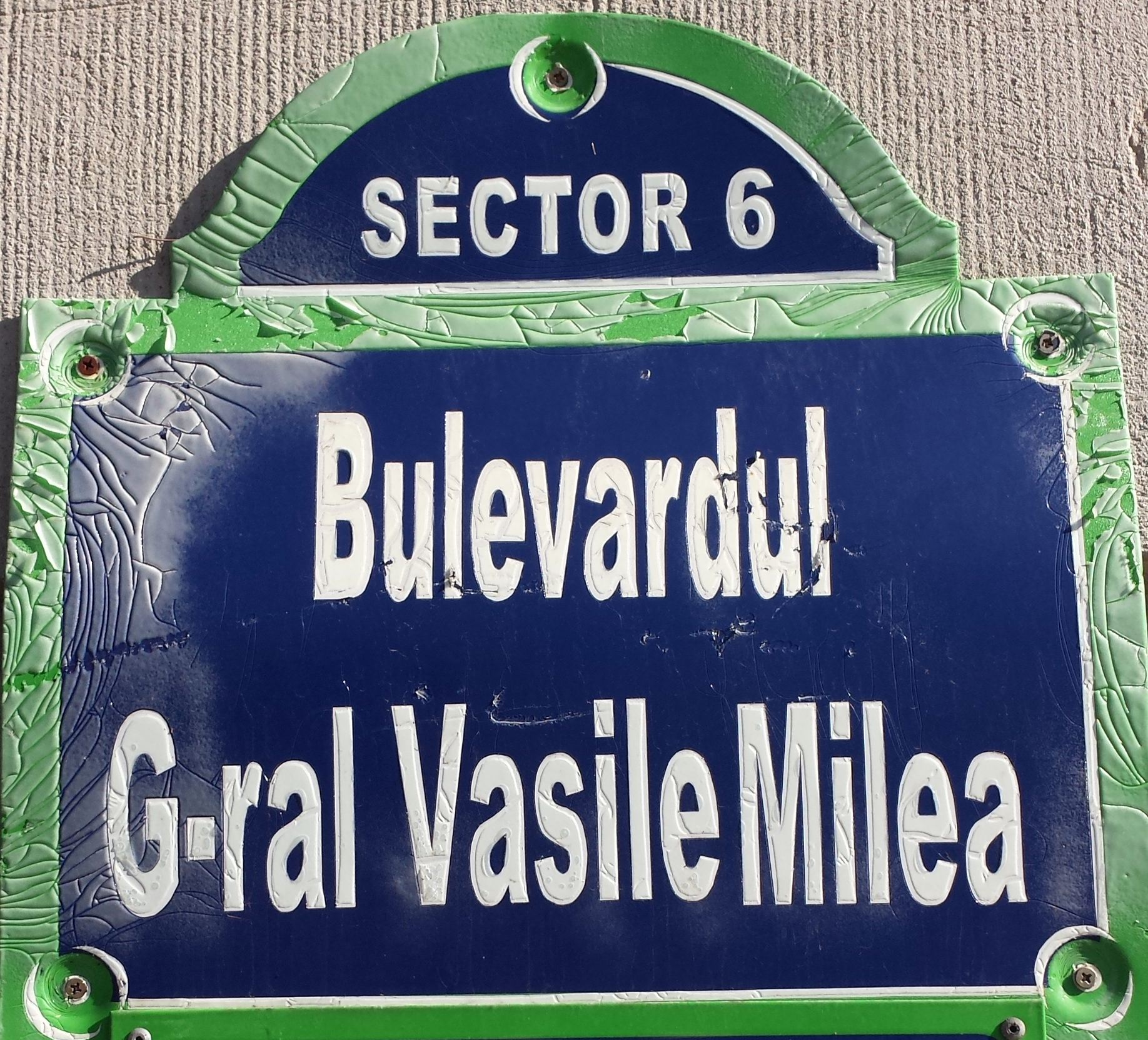
Boulevard General Vasile Milea, Bucarest, sector 6.

Milea se suicidó. Sin embargo, algunos miembros de su familia sostienen que fue asesinado por órdenes de Ceaușescu. Milea se había mostrado en desacuerdo con enviar tropas para reprimir un alzamiento sin armas en Timișoara.  Pese a todo, la muerte de Milea causó que civiles y soldados se rebelaran en contra de las altas autoridades gobernantes, lo cual derivó en la caída del régimen comunista en Rumania.
Un informe del año 2005, luego de una investigación que incluyeron incluso pericias post mortem, determinaron que Milea se disparó a sí mismo utilizando el arma de uno de sus subordinados. Una teoría sugiere que su intención era la de simplemente incapacitarse para ser removido de su cargo por esos motivos, pero la bala le terminó afectando una arteria y le causó rápidamente la muerte.
Un boulevard en el sector 6 de Bucarest llevó su nombre hasta el 2021. Una calle en Ploiești todavía mantiene su nombre, así como también la plaza principal de Pitești.